# Louise Mackintosh
Louise Mackintosh (* 24. Dezember 1864 in Hastings, East Sussex, Großbritannien; † 1. November 1933 in Beverly Hills, Los Angeles, Kalifornien, USA) war eine englische Schauspielerin.
Die gebürtige Britin stand ab 1902 am Broadway in New York auf der Bühne, bis einschließlich 1929 sollte sie dort an mindestens zehn Produktionen mitwirken. Nach einer langen Bühnenkarriere gab sie 1925 ihr Filmdebüt. Mit Anbruch des Tonfilms zog sie wie viele andere spracherfahrene Bühnenschauspieler nach Hollywood, um dort eine Filmkarriere einzuschlagen. Bis in ihr Todesjahr 1933 spielte sie in 25 Filmen mit, häufig in kleinen Rollen. Mehrmals verkörperte sie ältere Damen der Oberschicht, aber auch Haushälterinnen, Lehrerinnen und sogar eine Senatorin in dem Film The Phantom President.
Von 1898 bis zu seinem Tod am 15. Dezember 1916 war Mackintosh mit Robert Rogers verheiratet. Sie selbst starb im November 1933 im Alter von 68 Jahren.

## Filmografie
- 1925: Fear-Bound
- 1925: Chickie
- 1926: The Little Giant
- 1930: The Playboy (Kurzfilm)
- 1930: Up the River
- 1930: The Right to Love
- 1931: Finn and Hattie
- 1931: Doctors’ Wives
- 1931: Laugh and Get Rich
- 1931: Charlie Chan – Der Tod ist ein schwarzes Kamel (The Black Camel)
- 1931: Hush Money
- 1931: The Squaw Man
- 1931: The Brat
- 1931: Der Spuk von Paris (The Phantom of Paris)
- 1931: Compromised
- 1931: Good Sport
- 1932: Shopworn
- 1932: The Washington Masquerade
- 1932: Down to Earth
- 1932: The Phantom President
- 1932: Air Mail
- 1932: They Just Had to Get Married
- 1933: Ein charmanter Schwindler (Hard to Handle)
- 1933: Sailor Be Good
- 1933: Der kleine Gangsterkönig (The Little Giant)
- 1933: I Love That Man
- 1933: Going Hollywood